# Ченцио (епископ Порто)
Ченцио (Cencio, его фамилию также пишут как Cenci, Cinthius) — католический церковный деятель XII—XII веков. На консистории в сентябре 1190 года стал кардиналом-дьяконом, титул церкви в настоящее время неизвестен. В конце весны 1217 году стал кардиналом-епископом диоцеза Порто. Участвовал в выборах папы 1191 (Целестин III), 1198 (Иннокентий III) и 1216 (Гонорий III) годов.